# Makoto Ogawa
Makoto Ogawa (n. 29 octombrie 1987, Kashiwazaki, Prefectura Niigata, Japonia) este un fost membru al trupei Morning Musume, a venit în trupă cu Asami Konno, Risa Niigaki și Ai Takahashi  în 2001. De asemenea, ea este o actriță, un idol japonez și o cântăreață.

## Profil
- Nume:Makoto Ogawa
- Porecle:Mako, Makocchan, Makko
- Data nașterii:29 octombrie 1987
- Locul nașterii:Kashiwazaki, Niigata, Japonia
- Tipul de sânge:O
- Înălțime:156 cm
- Mâncare preferată:dovleac, suc de fructe
- Cuvânt favorit:prieten
- Culori preferate:albastru, roz, galben, roșu, negru, alb
- Trupe:
  - Morning Musume
  - Petitmoni
  - Happy 7
  - Morning Musume Otomegumi
  - SALT 5
  - H.P. All Stars
  - Dream Morning Musume

## Filmografie
- Tokkaekko
- Koinu Dan no Monogatari
- Angel Hearts
- Ribbon no Kishi The Musical
- Lock the ROCK

## Photobooks-uri
- Ogawa Makoto
- Natsu no Uta

## Trivia
- Ea are două surori.
- Cântecul ei preferat este Furusato.
- Sportul ei preferat este înot.
- Materia ei preferată este matematică.